# Batocnema
Batocnema é um gênero de mariposa pertencente à família Bombycidae.